# Rue du Volga
La rue du Volga est une voie du 20e arrondissement de Paris. 

## Situation et accès

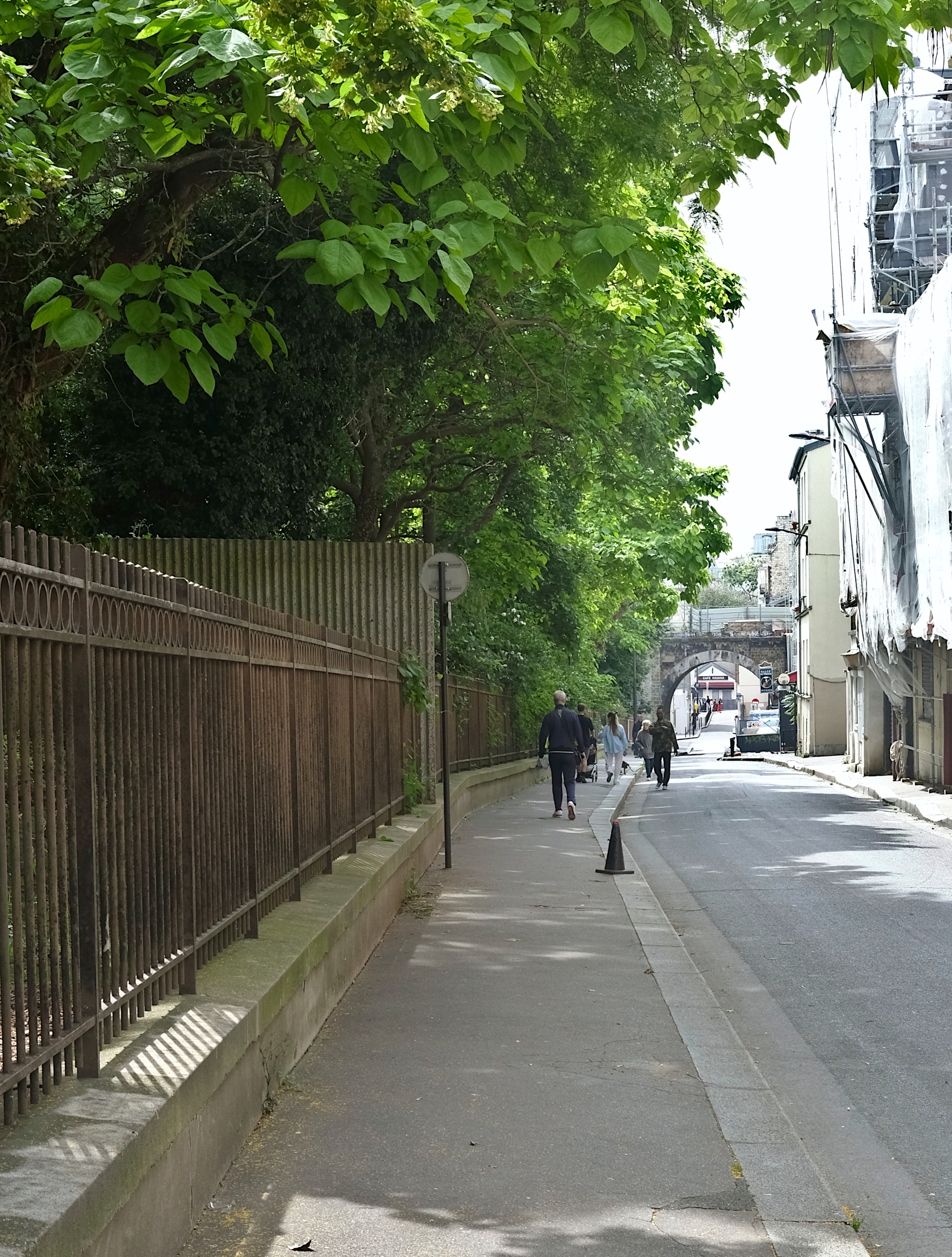
La rue du Volga vue depuis le boulevard Davout. A gauche, les grilles du jardin de la Gare-de-Charonne.

Située dans le quartier Charonne, elle commence au 70, rue d'Avron et prend fin au 65, boulevard Davout.
Elle est piétonnière dans sa partie rétrécie entre la rue des Pyrénées et la rue des Maraîchers.

## Origine du nom
Elle doit son nom au fleuve russe, la Volga (en russe : Волга). On peut retrouver la forme masculinisée de ce fleuve dans le roman Michel Strogoff de Jules Verne et l'on peut donc supposer qu'au XIXe siècle la forme masculine était assez usitée, si ce n'est prédominante.

## Historique
Précédemment appelée « Vieille-Rue » ou « ancien chemin de Montreuil », cette voie a pris le nom de « rue du Volga » par un arrêté du 1er février 1877, avant d'être classée dans la voirie parisienne par un décret du 22 juillet 1885. Le roman parait l'année précédente, en 1876, on lit par exemple chapitre IV : « Voyageurs extrêmement inquiets. Il n’est question que de la guerre, et ils en parlent avec une liberté qui doit étonner entre le Volga et la Vistule ! ». La Rue de la Vistule, pourtant distante de 6km de la rue du Volga, est dénommée dans le même arrêté du 1er février 1877.

## Bâtiments remarquables et lieux de mémoire
- Pont de la rue du Volga.

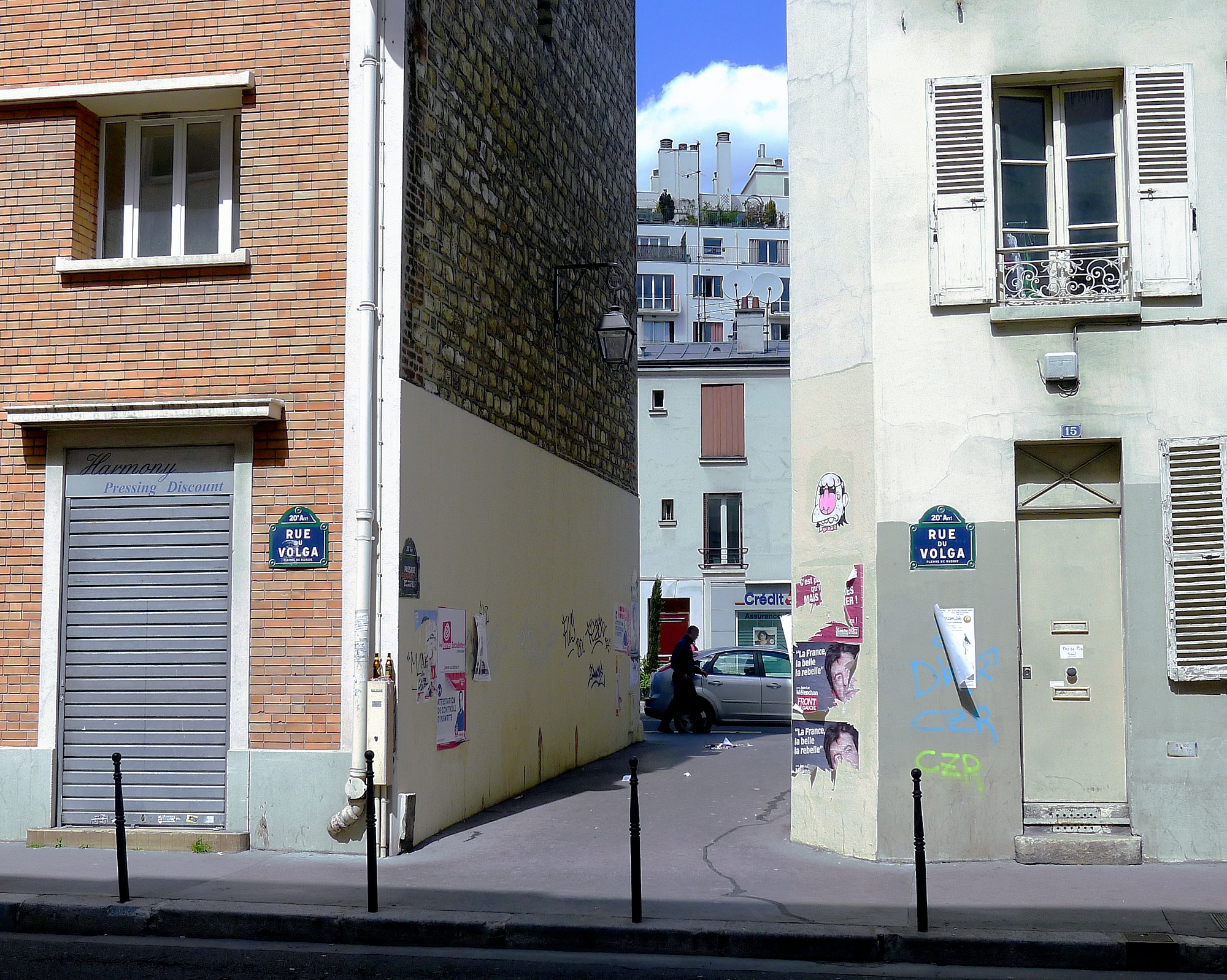
Passage Beaufils ; en arrière-plan, la rue d'Avron.
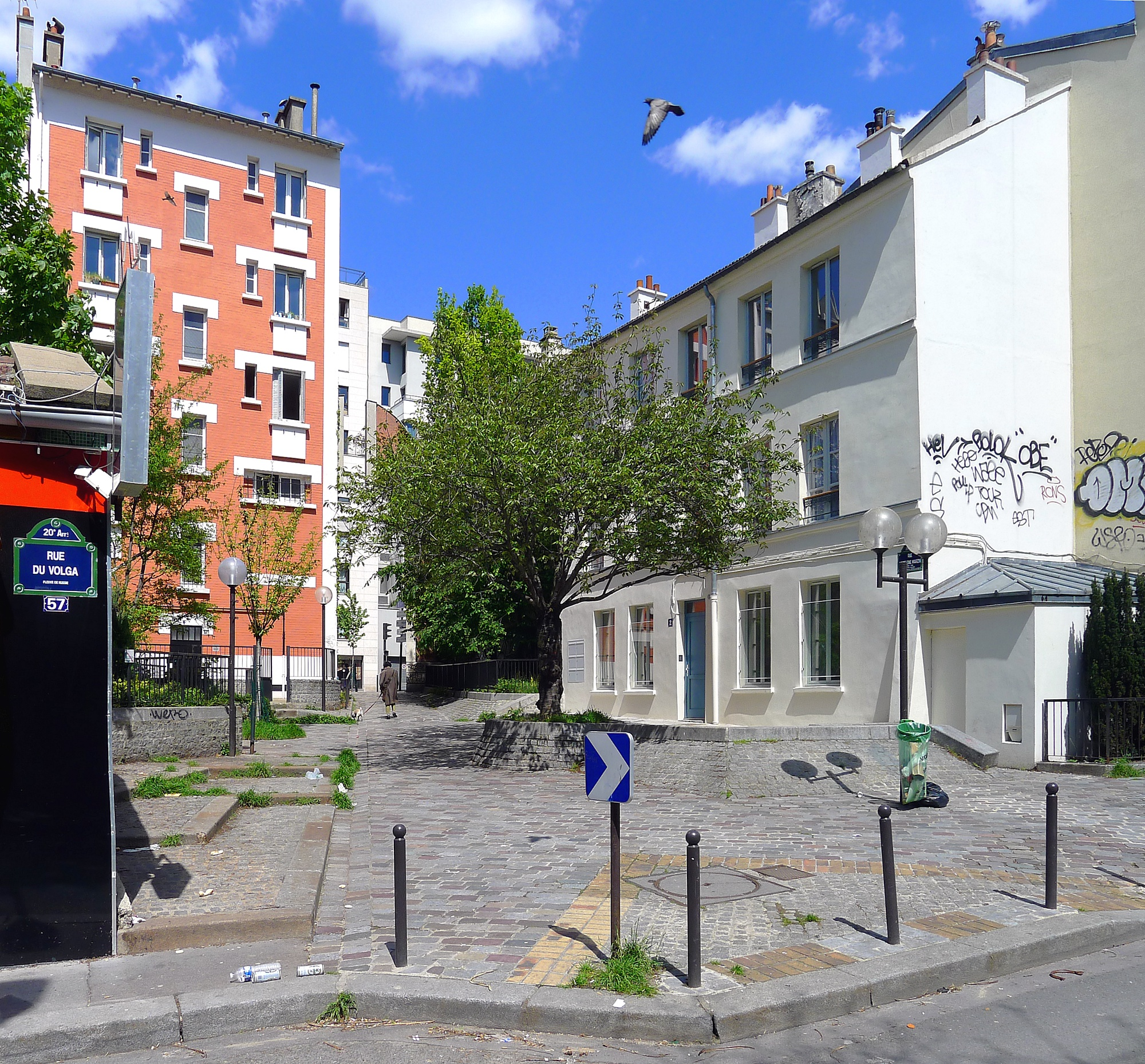
Placette au niveau de la rue Madeleine-Marzin.
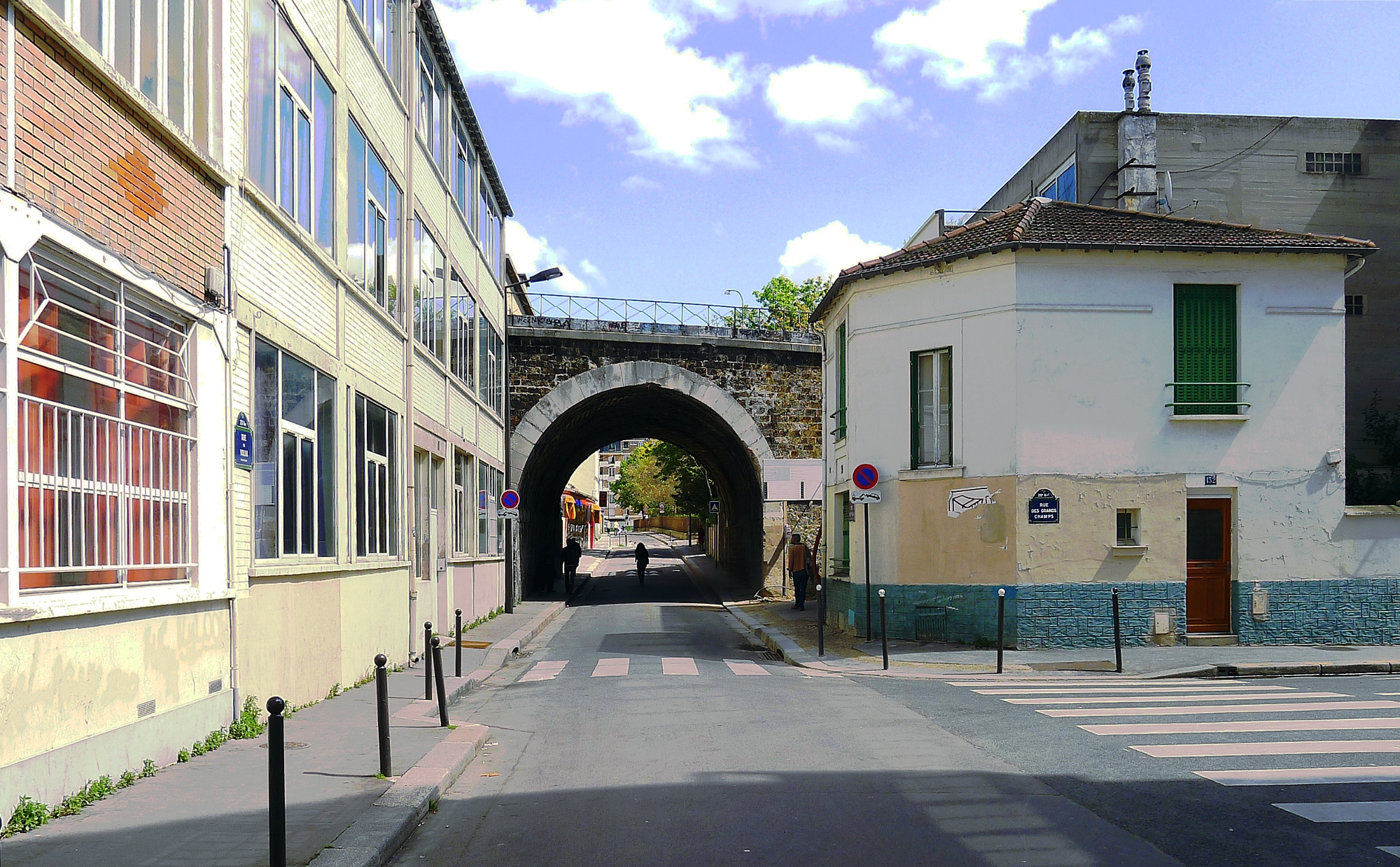
La rue du Volga passe sous la ligne de Petite Ceinture.

### Dans la culture
- L'imprimerie utilisée dans le film Le cave se rebiffe (1961) est située dans la rue.
- On voit longuement la rue dans la scène de la rupture entre Hervé, l'assistant d'ASK, et Valentin, le jeune acteur, dans la série Dix pour cent (saison 3, épisode 5 « Béatrice »).